# Svjetionik Rt Zub
Svjetionik Rt Zub je svjetionik na poluotoku Lanterna, na zapadnoj obali poluotoka Istre. Udaljen je 13 km od Poreča i isto toliko od Novigrada. Poluotok Lanterna leži između dva zaljeva, Tarska vala i Zaljev Lunga.
Svjetionik, izgrađen 1872. godine, je od mora udaljen 10 metara. Kamenu zgradu svjetionika okružuje ograđeno dvorište, a cijeli prostor je okružen je zelenilom. Zgrada se sastoji od prizemlja te prvog kata, a uključuje i apartman za 6 osoba. Svjetlosna signalizacija je automatizirana, a sa svjetionika je povučena svjetioničarska posada.

## Turizam
U blizini svjetionika ima nekoliko uređenih kamenitih i šljunčanih plaža. Osim pred samom svjetioničarskom zgradom, lijepe se šljunčane i kamenite plaže nalaze i u Tarskoj vali i zaljevu Lunga. Plaže su prikladne za ljetovanje obitelji s djecom. Hridinasto podmorje bogato je ribom.